# Sakramentinerinnen
Die Kongregation der Schwestern vom allerheiligsten Sakrament ist eine klausurierte Ordensgemeinschaft, die als Reform aus dem Dominikanerorden hervorging. Die Nonnen, die in der Regel kurz Sakramentinerinnen genannt werden, widmen sich der ewigen Anbetung. Der Grundstein für die Errichtung der Kongregation wurde 1639 von P. Antoine Le Quieu, einem Dominikaner, gelegt. Die Kongregation ist nicht zu verwechseln mit den Dienerinnen des Allerheiligsten Altarsakraments.

## Geschichte
P. Antoine Le Quieu OP wurde nach seiner Priesterweihe zum Novizenmeister des Dominikanerkonvents in Avignon ernannt, später zum Prior des Konvents in Paris. 1639 gründete P. Antoine in Marseille ein Haus für Frauen, die ihr Leben der Anbetung des allerheiligsten Sakraments weihen wollten.
Zur ersten Oberin des kleinen Konvents wurde Anne Negrell ernannt. Die kanonische Errichtung der Kongregation der Schwestern vom allerheiligsten Sakrament erfolgte im Jahre 1659 durch den Bischof von Marseille, Etienne Puget; die Schwestern erhielten einen Habit und lebten unter einer von P. Antoine erstellten Ordensregel. Die päpstliche Approbation erhielt die Gemeinschaft 1680 durch Papst Innozenz XII. Die Konstitutionen der Kongregation wurden 1693 bestätigt, in der Folge wurde die Klausur errichtet, die Schwestern waren fortan an die genauen Vorschriften einer päpstlichen Klausur gebunden und legten die feierliche Profess ab.
1725 errichtete die Kongregation einen Konvent im französischen Bollène im Département Vaucluse. Die erste Gründung der Kongregation in Marseille wurde in der Zeit der Französischen Revolution aufgelassen und die Nonnen wurden vertrieben. Dreizehn Schwestern des Konvents der Sakramentinerinnen in Bollène erlitten in der Zeit zwischen dem 6. und dem 26. Juli 1794 das Martyrium auf der Guillotine, sie werden zu den seligen Märtyrinnen von Orange gerechnet. Papst Pius XI. sprach die Märtyrinnen von Orange 1925 selig. 
Eine Überlebende des Konvents von Bollène kehrte dorthin zurück und nahm das Ordensleben 1802 wieder auf. 1807 gründete sie mit anderen Sakramentinerinnen, die die französische Revolution überlebt hatten, einen Konvent in Avignon; im selben Jahr wurde ein weiteres Haus in Aix-en-Provence gegründet. Der Konvent in Paris wurde 1816 wieder errichtet.
1862 entsandte der Konvent von Bollène drei Nonnen und eine Laienschwester nach England, wo sie ein Kloster in Cannington errichten. Später folgten weitere Ordenshäuser in Oxford und Newport, in Südfrankreich, der Normandie, Belgien und, 1911, in Yonkers, New York, wo die Schwestern 1922 zusätzlich eine Mädchenschule eröffneten, die sie in den 1980er Jahren schlossen und nach Warwick (New York) übersiedelten.
Die Konvente der Schwestern vom allerheiligsten Sakrament sind alle unabhängig und unterstehen dem Bischof der Diözese, in der sich das Ordenshaus befindet.